# Alexandre Kalil
Alexandre Kalil (Belo Horizonte, 25 de março de 1959) é um empresário, dirigente esportivo e político brasileiro, filiado ao Republicanos. Foi prefeito de Belo Horizonte de janeiro de 2017 a março de 2022.
Filho do ex-presidente do Clube Atlético Mineiro, Elias Kalil (1930-1993), foi presidente do conselho deliberativo e diretor de futebol, eleito presidente do 51º mandato do clube em 2008, cargo que ocupou até 2014. Empresário, comanda a Erkal Engenharia, com atuação na Região Metropolitana de Belo Horizonte. É separado e pai de três filhos.

## Carreira como empresário
Alexandre Kalil cursou Engenharia Civil em Belo Horizonte até o quarto ano de curso. Faltando um ano para sua graduação, deixou a faculdade por precisar trabalhar e passou a se dedicar a obras. Mesmo sem a formação de engenheiro, acabou se especializando em infraestrutura rodoviária, urbana, civil e industrial na prática, e assumiu a Erkal Engenharia junto com seu pai e seu tio, empresa que fez crescer e toca até hoje.
Em 20 de setembro de 2016, a Justiça de Minas Gerais decretou a falência da Erkal Engenharia, que possui um débito de 88.000,00 reais. A decisão cabe recurso.

## Dirigente esportivo
Aos 25 anos de idade, Alexandre recebeu a tarefa de comandar o voleibol do Clube Atlético Mineiro, modalidade hoje extinta no clube. Entre 1980 e 1983, durante a gestão de Kalil, o Atlético conseguiu sete títulos pelo vôlei - quatro campeonatos estaduais e outros três metropolitanos.
Nos anos de 2001, 2002, 2009, 2012 e 2013, conquistou o Troféu Guará como o melhor dirigente da temporada no futebol mineiro. Em 14 de outubro de 2004, foi reeleito presidente do conselho deliberativo, permanecendo até 29 de julho de 2006.
Elegeu-se presidente do Clube Atlético Mineiro em 30 de outubro de 2008, com 271 votos, contra 130 de Sérgio Bias Fortes.

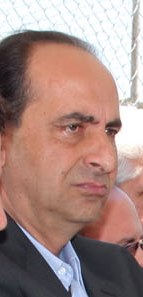
Kalil em 2009

Em seu primeiro mandato, Alexandre Kalil conseguiu sanar as dividas do Atlético, montou fortes elencos para o Campeonato Brasileiro de Futebol de 2010 e 2011, mas nesses dois anos o Galo brigou para não ser rebaixado, o que fez parte da torcida atleticana não o apoiar em sua reeleição. Kalil foi reeleito em dezembro de 2011, e prometeu fazer times ainda mais competitivos para 2012 e disse também que era obrigação do Atlético ser campeão mineiro daquele ano. O Atlético foi campeão mineiro de 2012 de forma invicta, o que não acontecia desde 1976, foi eliminado na Copa do Brasil nas oitavas-de-final pelo Goiás Esporte Clube, mas terminou o ano como vice-campeão brasileiro.
Em dezembro de 2012, Kalil entrou na disputa pela frase do ano do programa Redação Sportv, com a frase: "É na mão desse tipo de gente, desse rapazinho que nós estamos. Ele se traveste de auditor do futebol brasileiro, que recebe R$ 1 bilhão por ano. Eu quero avisar aos presidentes dos clubes que nós estamos nas mãos desses garotinhos, desses menininhos que brincam no Facebook", ele disse essa frase após Ronaldinho Gaúcho receber uma partida de suspensão no Campeonato Brasileiro. O dirigente protestou contra um dos auditores do Superior Tribunal de Justiça Desportiva (STJD), que postou montagens em uma rede social contra um atleta do clube.
Uma de suas principais características como dirigente do Atlético Mineiro foi anunciar todas suas contratações, o que se tornou uma tradição em sua gestão, adotada por outras figuras do mundo esportivo.
Em 17 de abril de 2013, Kalil afirmou que a Arena Corinthians, que abrigou a estreia da Copa de 2014, teria sido fruto de um pacto entre Andrés Sanchez, então presidente do clube, e a CBF para que, em 2011, ele iniciasse um conflito com o Clube dos 13 no que tangia a valores de cotas televisivas.
Em 30 de maio de 2013, após a classificação atleticana às semifinais da Libertadores, diante do Tijuana, do México, Kalil foi novamente alvo de polêmicas. Para mandatário do Galo:
| “ | Nós não estamos acostumados com isso, estamos acostumados com tudo dando errado. E ultimamente anda dando tudo certo. É o que Victor falou lá dentro. Deus lá em cima reconheceu o que a gente tem feito aqui dentro. É Libertadores. As porcarias saíram. Agora só tem time bom. Tinham 32, sobraram 4 | ” |

Neto de imigrantes sírios, Kalil foi o responsável pela contratação de Ronaldinho Gaúcho e o presidente que conquistou a primeira Libertadores do Atlético. Na sua gestão, praticamente duplicou as receitas anuais do clube, mas também fez a dívida crescer e ultrapassar 400 milhões de reais. Em entrevista à revista Placar, resumiu sua administração da seguinte forma: "O Atlético sempre foi um clube sofrido. E hoje é respeitado".

### Recopa Sul-Americana, Copa do Brasil, Copa Libertadores e as grandes séries invictas
Na gestão Kalil entre os anos de 2009 e 2014, o Clube Atlético Mineiro foi 3 vezes campeão mineiro (2010, 2012 e 2013), vice-campeão brasileiro (2012), campeão da Recopa Sul-Americana de 2014, da Copa do Brasil 2014 e da Copa Libertadores da América de 2013.
Também sobre a gestão Kalil, o Galo teve a maior série invicta de um time como mandante na história do futebol brasileiro. Ao todo, o Galo ficou sem perder por 54 jogos, com 44 vitórias e dez empates entre Arena do Jacaré, em Sete Lagoas, Mineirão e, sobretudo, no Independência, local em que o número ganhou corpo com 38 jogos de invencibilidade.
Entre outubro de 2013 e dezembro de 2014, o rival Cruzeiro ficou 8 partidas sem vencer o Atlético Mineiro, que com mais 3 partidas realizadas em 2015, se tornaria uma das maiores séries invictas do maior clássico de Minas. 

### Contratações

#### Ronaldinho Gaúcho
O técnico Cuca estava perto de completar dez meses de Atlético-MG e já tinha uma equipe montada. Mas o treinador queria mais, estava em busca de um jogador para ser protagonista, o diferencial do time no Campeonato Brasileiro que começaria em algumas semanas. Para a felicidade do técnico, Kalil em uma rápida negociação contratou Ronaldinho Gaúcho, que se tornaria um dos maiores jogadores na história alvinegra.

#### Caso Anelka
Em 6 de abril de 2014, Kalil anunciou em sua conta do Twitter que "Anelka é do Galo". Contudo, o jogador francês, algum tempo depois, publicou um vídeo negando negociações com o time mineiro. Em resposta às declarações do atleta, o Atlético publicou documentos firmados com seus agentes e uma declaração de interesse assinada pelo próprio jogador.

### Primeira Liga e enfrentamento contra a CBF
Alexandre Kalil capitaneou a criação da Liga Sul-Minas-Rio, posteriormente chamada Primeira Liga, uma competição de futebol estruturada pra contrapor o domínio da Confederação Brasileira de Futebol (CBF), entidade que comanda o esporte no Brasil. Com a criação do grupo, Kalil se tornou CEO da Liga, fazendo uma composição nacional que ultrapassava as fronteiras do Atlético Mineiro. Pouco tempo depois, porém, a Liga sofreu forte pressão da CBF e Kalil deixou o grupo, dizendo ser vítima de um complô daqueles que dominam o futebol brasileiro. Com sua saída, Kalil afirmou que a Liga não resistiria e acabaria, previsão que foi duramente criticada mas acabou por se provar correta.

## Carreira política

### Candidatura a deputado federal
Chegou a registrar-se como candidato a uma vaga de deputado federal nas eleições em Minas Gerais em 2014 pelo Partido Socialista Brasileiro (PSB), porém desistiu antes do pleito pouco após a morte de Eduardo Campos. Desfiliou-se do PSB em seguida.

### Prefeito de Belo Horizonte
Na eleição municipal de Belo Horizonte em 2016, concorreu à prefeitura pelo Partido Humanista da Solidariedade (PHS), como o apoio da Rede Sustentabilidade (REDE) e do Partido Verde (PV), tendo o deputado Paulo Lamac (REDE) como vice na chapa. Elegeu-se prefeito com cerca de 52,98% dos votos no segundo turno.
Em 2020, foi reeleito em primeiro turno com 63,36% dos votos, desta vez, pelo Partido Social Democrático (PSD), tendo como novo vice-prefeito o ex-secretário de Fazenda Fuad Noman, também filiado ao PSD. Em 28 de março de 2022, renunciou à Prefeitura de Belo Horizonte, com vistas à candidatura ao governo de Minas Gerais.
Teve a candidatura ao governo de Minas Gerais oficializada pelo PSD no dia 24 de julho de 2022, porém obteve 3.805.182 votos (35,08%), ficando em segundo lugar.

## Desempenho em Eleições
| Ano  | Eleição                     | Partido | Candidato a | Votos     | %                 | Resultado  | Ref    |
| ---- | --------------------------- | ------- | ----------- | --------- | ----------------- | ---------- | ------ |
| 2016 | Municipal de Belo Horizonte | PHS     | Prefeito    | 314.845   | 26,56% (1º Turno) | Eleito     | [ 2 ]  |
| 2016 | Municipal de Belo Horizonte | PHS     | Prefeito    | 628.050   | 52,98% (2º Turno) |            | [ 2 ]  |
| 2020 | Municipal de Belo Horizonte | PSD     | Prefeito    | 784.307   | 63,36%            | Eleito     | [ 33 ] |
| 2022 | Estaduais em Minas Gerais   | PSD     | Governador  | 3.805.182 | 35,08%            | Não Eleito | [ 36 ] |